# Пруфлас
Пруфлас или Буфас је демон, који се помиње у демонологији, Јохана Вејера Псеудомонархија Демона. Помиње се као војвода од пакла, а под чијом командом има двадесет и шест легија демона. Он подстиче свађе, несугласице и лажи, никад се не може пронаћи на једном месту, али ако је Пруфлас позван, даје великодушне одговоре на питања магова.
Прадставља се као пламен испред вавилонске куле, коју користи за живот, а понекад се његова глава приказује као глава сокола.